# GENERATIONS from EXILE TRIBE
GENERATIONS from EXILE TRIBE（ジェネレーションズ・フロム・エグザイル・トライブ）は、日本の6人組ダンス&ボーカルグループ。LDH JAPAN所属。レーベルはrhythm zone。

## 略歴

### 2011年
- 7月19日、LDH公式サイトでGENERATIONSの候補メンバーが発表された。メンバーは劇団EXILEから白濱亜嵐、町田啓太、「VOCAL BATTLE AUDITION 2」のファイナリストから片寄涼太、数原龍友、EXPGから選出された小森隼、佐野玲於、関口メンディーの7名であった[2]。
- 7月23日、「夢者修行」にてグループが始動[2]。

### 2012年
- 2月14日、町田が役者の道へ進むため候補メンバーから外れ、劇団EXILEに再加入する[3]。
- 4月17日、6名の候補メンバーが正式メンバーとなることが発表された。
- 7月14日 - 8月26日、「夢者修行 〜第二章〜」を行った[4]。
- 9月、サポートメンバーの中務裕太が正式メンバーとして加入[5]。
- 11月21日、シングル「BRAVE IT OUT」でメジャーデビュー[6]。

### 2013年
- 1月30日発売の2枚目のシングル「ANIMAL」より、名義が『GENERATIONS』から『GENERATIONS from EXILE TRIBE』に変更[7]。

### 2014年
- 1月、白濱がリーダーに任命された[8]。

### 2018年
- 5月12日 - 8月5日、初のドームツアー『GENERATIONS LIVE TOUR 2018 "UNITED JOURNEY"』を開催[9]。

### 2024年
- 4月30日、関口が同年6月25日をもってグループを脱退し、所属事務所を退社することを発表[10]。
- 5月1日、メンバー全員で会見を行い、グループは同年7月から6人体制で活動していくと発表[11]。
- 6月25日、関口が脱退[10]。

## メンバー

### 現メンバー
- 白濱亜嵐（しらはま あらん、1993年8月4日 - ）パフォーマー、リーダー
- 片寄涼太（かたよせ りょうた、1994年8月29日 - ）ボーカル
- 数原龍友（かずはら りゅうと、1992年12月28日 - ）ボーカル
- 小森隼（こもり はやと、1995年6月13日 - ）パフォーマー
- 佐野玲於（さの れお、1996年1月8日 - ）パフォーマー
- 中務裕太（なかつか ゆうた、1993年1月7日 - ）パフォーマー

### 元メンバー
- 関口メンディー（せきぐち メンディー、1991年1月25日 - ）パフォーマー

## 作品
順位は、オリコン週間ランキングの最高位

### シングル
|    | 発売日         | タイトル                       | 順位 |
| -- | -------------- | ------------------------------ | ---- |
| 1  | 2012年11月21日 | BRAVE IT OUT                   | 3位  |
| 2  | 2013年1月30日  | ANIMAL                         | 2位  |
| 3  | 2013年5月15日  | Love You More                  | 3位  |
| 4  | 2013年10月9日  | HOT SHOT                       | 2位  |
| 5  | 2014年4月23日  | NEVER LET YOU GO               | 2位  |
| 6  | 2014年9月3日   | Always with you                | 3位  |
| 7  | 2015年1月28日  | Sing it Loud                   | 3位  |
| 8  | 2015年5月13日  | Evergreen                      | 2位  |
| 9  | 2015年8月12日  | Hard Knock Days                | 2位  |
| 10 | 2015年9月16日  | ALL FOR YOU                    | 1位  |
| 11 | 2016年1月27日  | AGEHA                          | 2位  |
| 12 | 2016年6月29日  | 涙                             | 1位  |
| 13 | 2016年11月16日 | PIERROT                        | 2位  |
| 14 | 2017年4月12日  | 太陽も月も                     | 6位  |
| 15 | 2017年10月25日 | BIG CITY RODEO                 | 2位  |
| 16 | 2018年6月13日  | F.L.Y. BOYS F.L.Y. GIRLS       | 2位  |
| 17 | 2018年10月31日 | 少年                           | 2位  |
| 18 | 2019年7月17日  | Brand New Story                | 7位  |
| 19 | 2019年8月28日  | DREAMERS                       | 2位  |
| 20 | 2019年9月25日  | EXPerience Greatness           | 7位  |
| 21 | 2020年4月15日  | ヒラヒラ                       | 5位  |
| 22 | 2020年11月18日 | Loading…                       | 5位  |
| 23 | 2021年2月10日  | 雨のち晴れ                     | 4位  |
| 24 | 2021年10月6日  | Unchained World                | 6位  |
| 25 | 2022年8月3日   | チカラノカギリ                 | 3位  |
| 26 | 2022年11月23日 | 愛傷/My Turn feat. JP THE WAVY | 9位  |

### 配信限定シングル
| 配信日         | タイトル               |
| -------------- | ---------------------- |
| 2018年12月19日 | G-ENERGY               |
| 2022年5月23日  | 新しい世界             |
| 2023年7月10日  | ミンナノウタ           |
| 2024年5月18日  | エンドレス・ジャーニー |
| 2025年1月10日  | Cozy                   |
| 2025年2月3日   | True or Doubt          |
| 2025年3月3日   | 気づいたことは         |
| 2025年4月7日   | Two Steps Back         |
| 2025年5月5日   | MY GENERATION          |
| 2025年6月2日   | Magic Hour             |
| 2025年7月7日   | Summer Vacation        |

### その他のシングル
| 発売日         | タイトル               |
| -------------- | ---------------------- |
| 2021年12月22日 | GENERATIONS FROM EXILE |
| 2022年12月3日  | PARTY7 〜GENEjaNIGHT〜 |

### オリジナルアルバム
|   | 発売日         | タイトル                                       | 順位 |
| - | -------------- | ---------------------------------------------- | ---- |
| 1 | 2013年11月13日 | GENERATIONS                                    | 1位  |
| 2 | 2015年2月18日  | GENERATION EX                                  | 1位  |
| 3 | 2016年3月2日   | SPEEDSTER                                      | 1位  |
| 4 | 2017年7月5日   | 涙を流せないピエロは太陽も月もない空を見上げた | 2位  |
| 5 | 2019年11月21日 | SHONEN CHRONICLE                               | 2位  |
| 6 | 2021年7月14日  | Up & Down                                      | 3位  |
| 7 | 2023年3月8日   | X                                              | 2位  |

### ベストアルバム
- BEST GENERATION（2018年1月1日）

### ミニアルバム
- beyond the GENERATIONS（2023年11月21日）

### ライブアルバム
- GENERATIONS LIVE TOUR 2022 "WONDER SQUARE"（2023年4月26日）[15]

### 配信限定アルバム
- GENERATIONS LIVE TOUR 2018 UNITED JOURNEY SET LIST（2018年8月6日）[16]

### 配信ライブアルバム
| 配信日         | タイトル                                                                     |
| -------------- | ---------------------------------------------------------------------------- |
| 2020年9月16日  | GENERATIONS LIVE TOUR 2019 "少年クロニクル"                                  |
| 2020年12月27日 | GENERATIONS WORLD TOUR 2015 "GENERATION EX"                                  |
| 2022年2月16日  | GENERATIONS LIVE TOUR 2018 "UNITED JOURNEY"                                  |
| 2022年11月16日 | GENERATIONS LIVE TOUR 2016 "SPEEDSTER"                                       |
| 2024年6月19日  | GENERATIONS 10th ANNIVERSARY YEAR GENERATIONS LIVE TOUR 2023 "THE BEST"      |
| 2024年6月19日  | GENERATIONS 10th ANNIVERSARY YEAR GENERATIONS LIVE TOUR 2023 "THE STORY"     |
| 2024年6月19日  | GENERATIONS 10th ANNIVERSARY YEAR GENERATIONS ORCHESTRA LIVE 2023 "THE LOVE" |

### 参加作品
| 発売日         | 曲名                                           | 収録作品 |
| -------------- | ---------------------------------------------- | --- |
| 2012年12月5日  | Bloom                                          | EXILE『EXILE BEST HITS -LOVE SIDE-』                                                                                      |
| 2013年7月10日  | BURNING UP                                     | EXILE TRIBE「BURNING UP」                                                                                                 |
| 2013年7月10日  | Go On                                          | EXILE TRIBE「BURNING UP」                                                                                                 |
| 2014年6月18日  | Organ Donor 〜OFF DA HOOK〜                    | DJ MAKIDAI from EXILE『EXILE TRIBE PERFECT MIX』                                                                          |
| 2014年8月20日  | THE REVOLUTION                                 | EXILE TRIBE「THE REVOLUTION」                                                                                             |
| 2014年8月27日  | 24WORLD                                        | EXILE TRIBE『EXILE TRIBE REVOLUTION』                                                                                     |
| 2016年6月15日  | RUN THIS TOWN                                  | V.A.『HiGH&LOW ORIGINAL BEST ALBUM』                                                                                      |
| 2016年6月15日  | HIGHER GROUND feat. Dimitri Vegas & Like Mike  | V.A.『HiGH&LOW ORIGINAL BEST ALBUM』                                                                                      |
| 2016年6月15日  | Unbreakable                                    | V.A.『HiGH&LOW ORIGINAL BEST ALBUM』                                                                                      |
| 2017年8月2日   | ROAM AROUND feat. GENERATIONS from EXILE TRIBE | PKCZ『360° ChamberZ』 |
| 2018年7月14日  | HAPPiLA                                        | DANCE EARTH PARTY「HAPPiLA」                                                                                              |
| 2018年11月23日 | 何もかもがせつない                             | 『ウタモノガタリ-CINEMA FIGHTERS project-』（ボーナスCD）                                                                 |
| 2019年7月3日   | SHOOT IT OUT                                   | GENERATIONS, THE RAMPAGE, FANTASTICS, BALLISTIK BOYZ from EXILE TRIBE 『BATTLE OF TOKYO 〜ENTER THE Jr.EXILE〜』          |
| 2019年7月3日   | Supersonic                                     | GENERATIONS, THE RAMPAGE, FANTASTICS, BALLISTIK BOYZ from EXILE TRIBE 『BATTLE OF TOKYO 〜ENTER THE Jr.EXILE〜』          |
| 2019年7月3日   | BREAK DOWN YA WALLS                            | GENERATIONS, THE RAMPAGE, FANTASTICS, BALLISTIK BOYZ from EXILE TRIBE 『BATTLE OF TOKYO 〜ENTER THE Jr.EXILE〜』          |
| 2019年7月3日   | 24WORLD                                        | GENERATIONS, THE RAMPAGE, FANTASTICS, BALLISTIK BOYZ from EXILE TRIBE 『BATTLE OF TOKYO 〜ENTER THE Jr.EXILE〜』          |
| 2019年10月11日 | Need Is Your Love                              | 88rising『Head in the Clouds II』                                                                                         |
| 2021年1月1日   | WAY TO THE GLORY                               | EXILE TRIBE「RISING SUN TO THE WORLD」                                                                                    |
| 2021年6月23日  | LIBERATION                                     | GENERATIONS, THE RAMPAGE, FANTASTICS, BALLISTIK BOYZ from EXILE TRIBE 『BATTLE OF TOKYO TIME 4 Jr.EXILE』                 |
| 2021年6月23日  | Alternate Dimension                            | GENERATIONS, THE RAMPAGE, FANTASTICS, BALLISTIK BOYZ from EXILE TRIBE 『BATTLE OF TOKYO TIME 4 Jr.EXILE』                 |
| 2021年6月23日  | UNTITLED FUTURE                                | GENERATIONS, THE RAMPAGE, FANTASTICS, BALLISTIK BOYZ from EXILE TRIBE 『BATTLE OF TOKYO TIME 4 Jr.EXILE』                 |
| 2021年11月26日 | 昨日より赤く明日より青く                       | V.A.『昨日より赤く明日より青く-CINEMA FIGHTERS project-』                                                                 |
| 2022年4月27日  | 金色のバトン                                   | Jr.EXILE「金色のバトン」                                                                                                  |
| 2023年7月19日  | Beautiful Liar                                 | GENERATIONS, THE RAMPAGE, FANTASTICS, BALLISTIK BOYZ, PSYCHIC FEVER from EXILE TRIBE 『BATTLE OF TOKYO CODE OF Jr.EXILE』 |
| 2024年9月27日  | AKANEGUMO                                      | EXILE TRIBE「AKANEGUMO」                                                                                                  |

### 映像作品
| 発売日         | タイトル                                                                     | 順位 |
| -------------- | ---------------------------------------------------------------------------- | ---- |
| 2016年12月28日 | GENERATIONS LIVE TOUR 2016 "SPEEDSTER"                                       | 2位  |
| 2018年2月28日  | GENERATIONS LIVE TOUR 2017 MAD CYCLONE                                       | 1位  |
| 2019年1月23日  | GENERATIONS LIVE TOUR 2018 UNITED JOURNEY                                    | 2位  |
| 2020年3月11日  | GENERATIONS LIVE TOUR 2019 "少年クロニクル"                                  | 1位  |
| 2023年4月26日  | GENERATIONS LIVE TOUR 2022 "WONDER SQUARE"                                   | 3位  |
| 2024年6月19日  | GENERATIONS 10th ANNIVERSARY YEAR GENERATIONS LIVE TOUR 2023 "THE BEST"      | 1位  |
| 2024年6月19日  | GENERATIONS 10th ANNIVERSARY YEAR GENERATIONS LIVE TOUR 2023 "THE STORY"     | 5位  |
| 2024年6月19日  | GENERATIONS 10th ANNIVERSARY YEAR GENERATIONS ORCHESTRA LIVE 2023 "THE LOVE" | 7位  |
| 2025年2月26日  | GENERATIONS LIVE TOUR 2024 "GENERATIONS 2.0"                                 |      |

## タイアップ
| 曲名                              | タイアップ                                                                    | 初出                                                       |
| --------------------------------- | ----------------------------------------------------------------------------- | ---------------------------------------------------------- |
| BRAVE IT OUT                      | 日本テレビ系ドラマ『シュガーレス』主題歌                                      | シングル『BRAVE IT OUT』                                   |
| ECHO                              | 近鉄パッセ「Pass'e大感謝祭」CMソング                                          | シングル『BRAVE IT OUT』                                   |
| ANIMAL                            | テレビ朝日系『お願い!ランキング』2013年1月度エンディングテーマ                | シングル『ANIMAL』                                         |
| Love You More                     | サマンサタバサ「Samantha×カワイイ×Art」CMソング                               | シングル『Love You More』                                  |
| Into You                          | サマンサタバサ「Samantha×カワイイ×Art」CMソング                               | シングル『HOT SHOT』                                       |
| HOT SHOT                          | テレビ朝日系『お願い!ランキング』2013年10月度エンディングテーマ               | シングル『HOT SHOT』                                       |
| REVOLVER                          | 映画『俺たちの明日』主題歌                                                    | シングル『NEVER LET YOU GO』                               |
| REVOLVER                          | ローソン「Pontaカード『Pontaでおトク』篇」CMソング                            | シングル『NEVER LET YOU GO』                               |
| Always with you                   | 日本テレビ系ドラマ『獣医さん、事件ですよ』主題歌                              | シングル『Always with you』                                |
| Sing it Loud                      | TBS系月曜ミステリーシアター『警部補・杉山真太郎〜吉祥寺署事件ファイル』主題歌 | シングル『Sing it Loud』                                   |
| Make It Real                      | 「大山式ボディメイクパッド プレミアム Jr.」CMソング                           | アルバム『GENERATION EX』                                  |
| Evergreen                         | ブルボン「フェットチーネグミ コーラ味」CMソング                               | シングル『Evergreen』                                      |
| Hard Knock Days                   | フジテレビ系アニメ『ONE PIECE』オープニングテーマ                             | シングル『Hard Knock Days』                                |
| Hard Knock Days                   | モイスト・ダイアン「エクストラシャイン」CMソング                              | シングル『Hard Knock Days』                                |
| PAGES                             | 海外ドラマ『THE FLASH/フラッシュ』テレビCMイメージソング                      | シングル『Hard Knock Days』                                |
| ALL FOR YOU                       | 映画『ガールズ・ステップ』主題歌                                              | シングル『ALL FOR YOU』                                    |
| ALL FOR YOU                       | サマンサタバサ「Samantha Vega 2015」CMソング                                  | シングル『ALL FOR YOU』                                    |
| RUN THIS TOWN                     | 日本テレビ系ドラマ『HiGH&LOW〜THE STORY OF S.W.O.R.D.〜』劇中歌               | アルバム『HiGH&LOW ORIGINAL BEST ALBUM』                   |
| AGEHA                             | 日本テレビ系『スッキリ!!』2016年1月度テーマソング                             | シングル『AGEHA』                                          |
| LOADSTAR                          | 赤坂サカススケートリンク「G's RINK」テーマソング                              | シングル『AGEHA』                                          |
| LOADSTAR                          | サマンサタバサ「Samantha Thavasa -Fashion Show-」CMソング                     | シングル『AGEHA』                                          |
| TRANSFORM                         | ロート製薬「OXY」CMソング                                                     | アルバム『SPEEDSTER』                                      |
| TRANSFORM                         | ブルボン「フェットチーネグミ ソーダ味」CMソング                               | アルバム『SPEEDSTER』                                      |
| PIERROT                           | テレビ朝日系『お願い!ランキング』2016年11月度エンディングテーマ               | シングル『PIERROT』                                        |
| PIERROT                           | ブルボン「フェットチーネグミ」CMソング                                        | シングル『PIERROT』                                        |
| PIERROT                           | ニンテンドー3DSソフト「ポケットモンスター サン・ムーン」CMソング              | シングル『PIERROT』                                        |
| to the STAGE                      | AbemaTV『GENERATIONS高校TV』オープニングテーマ                                | アルバム『GENERATIONS』                                    |
| 太陽も月も                        | 洋服の青山「AOYAMA PRESTIGE TECHNOLOGY」CMソング                              | シングル『太陽も月も』                                     |
| 太陽も月も                        | ロート製薬「OXY」CMソング                                                     | シングル『太陽も月も』                                     |
| Togetherness                      | ブルボン「フェットチーネグミ」CMソング                                        | シングル『太陽も月も』                                     |
| 空                                | 映画『兄に愛されすぎて困ってます』主題歌                                      | アルバム『涙を流せないピエロは太陽も月もない空を見上げた』 |
| BIG CITY RODEO                    | スポーツデポ・アルペン CMソング                                               | シングル『BIG CITY RODEO』                                 |
| BIG CITY RODEO                    | 第一興商「LIVE DAM STADIUM STAGE」CMソング                                    | シングル『BIG CITY RODEO』                                 |
| また、アシタ                      | 日本テレビ系ドラマ『ラブリラン』主題歌                                        | シングル『F.L.Y. BOYS F.L.Y. GIRLS』                       |
| F.L.Y. BOYS F.L.Y. GIRLS          | 洋服の青山「AOYAMA PRESTIGE TECHNOLOGY」CMソング                              | シングル『F.L.Y. BOYS F.L.Y. GIRLS』                       |
| F.L.Y. BOYS F.L.Y. GIRLS          | AbemaTV・テレビ朝日系『GENERATIONS高校TV』オープニングテーマ                  | シングル『F.L.Y. BOYS F.L.Y. GIRLS』                       |
| 少年                              | TBS系『ひるおび!』2018年11月度エンディングテーマ                              | シングル『少年』                                           |
| G-ENERGY                          | 洋服の青山「AOYAMA PRESTIGE TECHNOLOGY」CMソング                              | 配信シングル『G-ENERGY』                                   |
| G-ENERGY                          | テレビ朝日系『お願い!ランキング』2018年12月度エンディングテーマ               | 配信シングル『G-ENERGY』                                   |
| Pray                              | GYAO!ドラマ『TOKYO COIN LAUNDRY』主題歌                                       | アルバム『涙を流せないピエロは太陽も月もない空を見上げた』 |
| 涙                                | GYAO!ドラマ『TOKYO COIN LAUNDRY』挿入歌                                       | シングル『涙』                                             |
| Brand New Story                   | アニメ映画『きみと、波にのれたら』主題歌                                      | シングル『Brand New Story』                                |
| Brand New Story                   | ブルボン「チーズジャガ」CMソング                                              | シングル『Brand New Story』                                |
| Brand New Story                   | 鴨川シーワールド×アニメーション映画『きみと、波にのれたら』タイアップCMソング | シングル『Brand New Story』                                |
| Brand New Story                   | 鴨川シーワールド夏のプロモーション曲                                          | シングル『Brand New Story』                                |
| SNAKE PIT                         | 映画『HiGH&LOW THE WORST』劇中歌                                              | シングル『EXPerience Greatness』                           |
| One in a Million -奇跡の夜に-     | 映画『午前0時、キスしに来てよ』主題歌                                         | アルバム『SHONEN CHRONICLE』                               |
| One in a Million -奇跡の夜に-     | Zoff「Zoff SMART meets 午前0時キスしに来てよ」コラボキャンペーンCMソング      | アルバム『SHONEN CHRONICLE』                               |
| EXPerience Greatness              | 洋服の青山「フレッシャーズ『サプライズ』篇」CMソング                          | シングル『EXPerience Greatness』                           |
| ヒラヒラ                          | 読売テレビ『ダウンタウンDX』2020年5月 - 6月エンディングテーマ                 | シングル『ヒラヒラ』                                       |
| You & I                           | ショートショート フィルムフェスティバル & アジア 2020 テーマソング            | シングル『Loading…』                                       |
| You & I                           | フジテレビ『ジャンクSPORTS』エンディングテーマ                                | シングル『Loading…』                                       |
| Star Traveling                    | 映画『10万分の1』主題歌                                                       | シングル『Loading…』                                       |
| 雨のち晴れ                        | テレビ朝日系土曜ナイトドラマ『モコミ〜彼女ちょっとヘンだけど〜』主題歌        | シングル『雨のち晴れ』                                     |
| HELLO! HALO!（feat. DANCE EARTH） | NHK Eテレ『Eダンスアカデミー』テーマソング                                    | アルバム『Up & Down』                                      |
| 時の描片 〜トキノカケラ〜         | CBCテレビ開局65周年 イメージソング                                            | シングル『GENERATIONS FROM EXILE』                         |
| Unchained World                   | Netflixオリジナルアニメ『範馬刃牙』エンディングテーマ                         | シングル『Unchained World』                                |
| チカラノカギリ                    | フジテレビ系ドラマ『テッパチ!』主題歌                                         | シングル『チカラノカギリ』                                 |
| My Turn feat.JP THE WAVY          | 『D.LEAGUE』22-23テーマソング                                                 | シングル『愛傷/My Turn feat. JP THE WAVY』                 |
| 愛傷                              | AbemaTVオリジナル連続ドラマ『覆面D』主題歌                                    | シングル『愛傷/My Turn feat. JP THE WAVY』                 |
| ワンダーラスト                    | TOKAI RADIO『ガッツナイター』2023テーマソング                                 | アルバム『X』                                              |
| ミンナノウタ                      | 映画『ミンナのウタ』主題歌                                                    | 配信シングル『ミンナノウタ』                               |
| エンドレス・ジャーニー            | 体操ニッポン応援ソング                                                        | 配信シングル『エンドレス・ジャーニー』                     |
| Cozy                              | 映画『サラリーマン金太郎』【魁】編 主題歌                                     | 配信シングル『Cozy』                                       |

## ライブ・イベント

### 単独
- 4月04日：宮崎・宮崎市民文化ホール
- 4月07日：沖縄・沖縄コンベンションセンター 劇場
- 4月11日：島根・島根県民会館 大ホール
- 4月13日：愛媛・松山市民会館
- 4月14日：岡山・倉敷市民会館
- 4月17日：岐阜・長良川国際会議場
- 4月18日：三重・三重県文化会館
- 4月20日：東京・渋谷公会堂
- 4月23日：新潟・新潟県民会館
- 4月24日：石川・金沢歌劇座
- 4月28日：兵庫・神戸国際会館 こくさいホール
- 5月07日：愛知・名古屋国際会議場 センチュリーホール
- 5月09日：大阪・グランキューブ大阪 メインホール
- 5月11日：福岡・福岡サンパレス
- 5月12日：熊本・市民会館崇城大学ホール
- 5月15日：宮城・仙台サンプラザホール
- 5月16日：青森・リンクステーションホール青森
- 5月18日：東京・オリンパスホール八王子
- 5月19日：千葉・松戸森のホール21 大ホール
- 5月23日：北海道・旭川市民文化会館 大ホール
- 5月25日：北海道・ニトリ文化ホール
- 6月02日、6月03日、6月04日：東京・中野サンプラザ
- 6月12日：パリ・La Cigale
- 6月13日：ロンドン・O2 Academy Islington
- 6月16日：ロサンゼルス・Echoplex（メンバーのビザ発給一時的停止により中止）
- 6月19日：ニューヨーク・Santos Party House（同上）[41]
- 6月26日：台北・ATT SHOW BOX
- 6月28日：香港・Music Zone @ E-Max

- 4月23日、4月24日：福岡・マリンメッセ福岡
- 5月07日、5月08日：宮城・セキスイハイムスーパーアリーナ
- 5月14日、5月15日：埼玉・さいたまスーパーアリーナ
- 5月21日、5月22日：長野・長野ビッグハット
- 5月26日、5月27日：大阪・大阪城ホール
- 6月01日、6月02日、6月04日、6月05日：兵庫・ワールド記念ホール
- 6月08日、6月09日：東京・日本武道館
- 6月17日、6月18日：青森・盛運輸アリーナ
- 6月22日、6月23日：愛知・日本ガイシホール
- 7月02日、7月03日：愛媛・愛媛県武道館
- 7月09日、7月10日：沖縄・沖縄コンベンションセンター 展示棟
- 9月24日、9月25日：福岡・マリンメッセ福岡
- 10月13日、10月14日：広島・広島グリーンアリーナ
- 10月22日、10月23日：三重・三重県営サンアリーナ
- 11月05日、11月06日：北海道・真駒内セキスイハイムアイスアリーナ
- 11月12日、11月13日：福井・サンドーム福井
- 11月30日、12月01日、12月02日：神奈川・横浜アリーナ
- 12月07日、12月08日：東京・国立代々木競技場 第一体育館
- 12月24日、12月25日：新潟・朱鷺メッセ 新潟コンベンションセンター

GENERATIONS from EXILE TRIBE WORLD TOUR 2017 〜SPEEDSTER〜
- 5月17日：台北・ATT SHOW BOX
- 5月20日：マカオ・Macau Tower 3D Movie Theatre and Auditorium
- 5月26日：ロサンゼルス・AVALON HOLLYWOOD
- 5月28日：ニューヨーク・IRVING PLAZA
- 6月02日：ロンドン・TROXY（マンチェスター・アリーナの爆発物事件により中止）
- 6月04日：パリ・La Cigale（同上）[44]

- 7月22日、7月23日：長野・エムウェーブ
- 8月02日、8月03日、8月05日、8月06日：埼玉・さいたまスーパーアリーナ
- 8月11日、8月12日、8月13日：福岡・マリンメッセ福岡
- 8月30日、8月31日、9月02日、9月03日：愛知・日本ガイシホール
- 9月16日、9月17日：北海道・真駒内セキスイハイムアイスアリーナ
- 9月23日、9月24日：青森・盛運輸アリーナ
- 10月28日、10月29日：福岡・マリンメッセ福岡
- 11月08日、11月09日：大阪・大阪城ホール
- 11月24日、11月25日、11月26日：三重・三重県営サンアリーナ
- 12月02日、12月03日：新潟・朱鷺メッセ 新潟コンベンションセンター
- 12月16日、12月17日、12月18日：静岡・エコパアリーナ

GENERATIONS CHINA TOUR 2018 "MAD CYCLONE"
- 3月02日、3月03日、3月04日：深圳・深圳保利劇院
- 3月09日、3月10日、3月11日：北京・北京展覧館劇場
- 3月16日、3月17日、3月18日：上海・上海美琪大戯院

- 5月12日、5月13日：愛知・ナゴヤドーム
- 5月25日、5月26日、5月27日：大阪・京セラドーム大阪
- 6月09日、6月10日：福岡・福岡ヤフオク!ドーム
- 8月02日、8月04日、8月05日：東京・東京ドーム

- 08月31日：北海道・札幌ドーム
- 11月07日、11月08日：東京・東京ドーム
- 11月15日、11月16日、11月17日：愛知・ナゴヤドーム
- 12月06日、12月07日、12月08日：大阪・京セラドーム大阪
- 12月13日、12月14日、12月15日：福岡・福岡ヤフオク!ドーム

新型コロナウイルスによる政府の自粛要請に従い中止
- 4月18日、4月19日：大阪・京セラドーム大阪
- 6月12日、6月13日：愛知・ナゴヤドーム
- 7月04日、7月05日：福岡・福岡PayPayドーム

- 2021年5月20日、5月21日、5月22日、5月23日：埼玉・さいたまスーパーアリーナ
- 6月1日、6月2日：大阪・大阪城ホール

GENERATIONS LIVE TOUR 2022 "WONDER SQUARE" 〜開幕祭〜
- 3月11日、3月12日、3月13日：東京・東京ドーム

GENERATIONS LIVE TOUR 2022 "WONDER SQUARE"
- 3月26日、3月27日：長野・長野ビッグハット
- 6月11日、6月12日：青森・盛運輸アリーナ
- 6月17日、6月18日、6月19日：三重・三重県営サンアリーナ
- 6月24日、6月25日、6月26日：兵庫・ワールド記念ホール
- 9月17日、9月18日：宮城・セキスイハイムスーパーアリーナ
- 9月21日、9月22日：愛知・日本ガイシホール
- 10月12日、10月13日：大阪・大阪城ホール
- 10月15日、10月16日：広島・広島グリーンアリーナ
- 11月09日、11月10日：東京・有明アリーナ
- 11月21日、11月22日：福岡・マリンメッセ福岡 A館

GENERATIONS LIVE TOUR 2022 "WONDER SQUARE" THE FINAL 〜Christmas Special〜
- 12月14日、12月15日：埼玉・さいたまスーパーアリーナ

GENERATIONS 10th ANNIVERSARY YEAR GENERATIONS LIVE TOUR 2023 "THE BEST"
- 3月25日、3月26日：長野・長野市オリンピック記念アリーナ エムウェーブ
- 4月15日、4月16日：愛知・日本ガイシホール
- 4月22日、4月23日：東京・有明アリーナ
- 5月17日、5月18日：大阪・大阪城ホール
- 9月16日、9月17日：静岡・エコパアリーナ
- 10月14日：新潟・朱鷺メッセ 新潟コンベンションセンター
- 11月18日、11月19日：東京・有明アリーナ
- 11月29日、11月30日：大阪・大阪城ホール
- 12月12日、12月13日：福岡・マリンメッセ福岡A館

GENERATIONS 10th ANNIVERSARY YEAR GENERATIONS LIVE TOUR 2023 "THE STORY"
- 09月29日：山形・やまぎん県民ホール
- 10月01日：鳥取・米子コンベンションセンター BiG SHiP
- 10月03日：栃木・宇都宮市文化会館
- 10月17日：佐賀・佐賀市文化会館
- 10月19日：和歌山・和歌山県民文化会館 大ホール
- 10月21日：滋賀・滋賀県立芸術劇場 びわ湖ホール 大ホール
- 11月02日：岡山・倉敷市民会館
- 11月04日：香川・レクザムホール 大ホール
- 11月08日：石川・金沢歌劇座
- 11月10日：岐阜・長良川国際会議場

GENERATIONS 10th ANNIVERSARY YEAR GENERATIONS ORCHESTRA LIVE 2023 "THE LOVE"
- 12月07日：愛知・Niterra日本特殊陶業市民会館 フォレストホール
- 12月19日：兵庫・神戸国際会館 こくさいホール（数原の新型コロナウイルス感染により延期）
- 12月20日：東京・東京国際フォーラム ホールA（同上）[55]
- 2024年3月11日：東京・東京国際フォーラム ホールA（振替公演）
- 3月18日：兵庫・神戸国際会館 こくさいホール（振替公演）

- 9月08日：福岡・マリンメッセ福岡 A館
- 9月21日：静岡・エコパアリーナ
- 9月25日、9月26日：神奈川・横浜アリーナ
- 10月05日、10月06日：広島・広島グリーンアリーナ
- 10月14日、10月15日：東京・国立代々木競技場 第一体育館
- 10月19日、10月20日、大阪・大阪城ホール
- 11月09日、11月10日：兵庫・ワールド記念ホール

GENERATIONS LIVE TOUR 2024 "GENERATIONS 2.0" BONUS STAGE COUNTDOWN PARTY
- 12月30日、12月31日：東京・有明アリーナ

### 合同
- EXILE TRIBE PERFECT YEAR 2014 SPECIAL STAGE "THE SURVIVAL" IN SAITAMA SUPER ARENA 10DAYS（2014年6月15日 - 6月20日）[58]
- EXILE TRIBE PERFECT YEAR LIVE TOUR TOWER OF WISH 2014 〜THE REVOLUTION〜（2014年9月3日 - 12月28日）[59]
- HiGH&LOW THE LIVE（2016年7月22日 - 10月3日）[60]
- BATTLE OF TOKYO 〜ENTER THE Jr.EXILE〜（2019年7月4日 - 7月7日）
- EXILE TRIBE LIVE TOUR 2021 "RISING SUN TO THE WORLD"（2021年3月10日 - 6月28日）[61]
- iCON Z 2022 〜Dreams For Children〜（2022年5月21日）[62]
- BATTLE OF TOKYO 〜TIME 4 Jr.EXILE〜（2022年7月21日 - 7月24日）
- Jr.EXILE LIVE-EXPO 2022（2022年12月31日）[63]
- BATTLE OF TOKYO 〜CODE OF Jr.EXILE〜（2023年7月21日 - 7月30日）
- LDH LIVE-EXPO 2024 -EXILE TRIBE BEST HITS-（2024年10月26日 - 10月27日）[64]

### 配信
- LIVE×ONLINE（2020年7月6日：ABEMA、以下同じ）[65]
- LIVE×ONLINE IMAGINATION（2020年9月23日）[66]
- LIVE×ONLINE INFINITY "HALLOWEEN" STRANGE HALLOWEEN NIGHT（2020年10月31日）[67]
- LIVE×ONLINE BEYOND THE BORDER（2020年12月27日）[68]
- ABEMA×LDH ONLINE X'mas LIVE PARTY（2021年12月18日）[69]

### 展示会
- GENERATIONS 10th ANNIVERSARY展（2023年6月9日 - 7月30日）[70]

### その他のイベント
- ABEMA×LDH 2021 スペシャルファンミーティング@EXILE TRIBE STATION in YOKOHAMA（2021年9月11日：山下埠頭内特設会場）[71]

### サポートメンバーとして参加
- EXILE TRIBE LIVE TOUR 2012 〜TOWER OF WISH〜（2012年4月 - 7月）
- 三代目J Soul Brothers LIVE TOUR 2012「0〜ZERO〜」（2012年9月 - 12月）[72]
- EXILE LIVE TOUR 2013 "EXILE PRIDE"（2013年4月 - 9月）

## 出演

### テレビ番組
- 週刊EXILE（2011年 - 2021年、TBS）[73]
- EXILEカジノ（2014年4月 - 2015年9月、フジテレビ）[74]
- GENERATIONS高校TV（2017年10月 - 2019年3月、テレビ朝日）[75]
- 1分入魂（2022年4月 - 6月、日本テレビ）[76]
- Rising Sun 〜後戻りはしないOne Way Road〜 第11回 - 第20回（2024年11月 - 2025年2月、ABCテレビ）[77]

### 配信番組
- Dream.Power.Challenge（2014年、YouTube）[78]
- GENERATIONS高校TV（2017年4月 - 2024年3月、AbemaTV）[79][80]

### 映画
- ミンナのウタ（2023年8月11日、松竹） - 主演・本人 役[81]

### ラジオ
- GENERATIONSのGENETALK（2013年4月 - 、JFN）[82]

### CM
- ローソン「Pontaカード」（2014年）[83]
- ブルボン
  - 「フェットチーネグミ」（2015年 - 2018年）[22]
  - 「チーズジャガ」（2019年）[84]
- ニンテンドー3DSソフト「ポケットモンスター サン・ムーン」（2016年）[85]
- Y!mobile（2017年）[86]
- スポーツデポ・アルペン（2017年）[87]
- 第一興商「LIVE DAM STADIUM STAGE」（2017年）[88]
- 洋服の青山（2018年 - 2020年）[89][90]
- A.ver「武田塾」（2022年）[91]
- プレミアグループ「カープレミア」（2023年 - 2025年）[92]

### 広告
- ブルボン「じゃがチョコ」（2019年）[93]

### ミュージックビデオ
- EXILE「Rising Sun」（2011年）[94]
- EXILE「Bloom」（2012年）
- DANCE EARTH PARTY「イノチノリズム」（2013年）[95]
- EXILE「EXILE PRIDE 〜こんな世界を愛するため〜」（2013年）[96]

### ゲーム
- キャラだん (2023年8月21日 - 2024年3月31日、iOS / Android、LDH DIGITAL)[97][98]

### その他
- 香港観光親善大使（2015年）[99]
- 日・アラブ首長国連邦親善大使（2020年）[100]
- ショートショート フィルムフェスティバル & アジア 2020 ナビゲーター（2020年）[31]
- CBCテレビ開局65周年 アンバサダー（2021年）[34]
- D.LEAGUE 22-23 アンバサダー（2022年 - 2023年）[101]
- シルク・ドゥ・ソレイユ『ダイハツ アレグリア-新たなる光-』日本公演 スペシャルサポーター（2023年）[102]
- 体操ニッポン応援アンバサダー（2024年）[14]

## 書籍
- GENERATIONS from EXILE TRIBE（2014年6月11日、幻冬舎）[103] ISBN 978-4344025844
- Photograph of Dreamers（2015年12月18日、主婦と生活社）[104] ISBN 978-4391147995
- 別冊ViVi『ViVi men まるごと1冊GENERATIONS』A版(プールver.)（2023年8月1日、講談社）[105] ISBN 978-4-06-532943-6
- 別冊ViVi『ViVi men まるごと1冊GENERATIONS』B版(砂浜ver.)（2023年8月1日、講談社）[105] ISBN 978-4-06-530663-5
- GIANNA HOMMES GENERATIONS SPECIAL BOOK（2023年12月12日、ナンバーセブン）[106] ISBN 978-4-8021-5730-8

## 受賞
- MTV Video Music Awards Japan 最優秀振り付け賞「AGEHA」（2016年）
- モデルプレス読者が選ぶ ベストアーティストアワード2017「ベストアーティスト賞」（2017年）[107]
- MTV Video Music Awards Japan 最優秀アートディレクションビデオ賞「One in a Million -奇跡の夜に-」（2020年）[108]

## 備考
サポートメンバー
2011年から2013年までGENERATIONSのパフォーマンスに参加していたEXPGの特待生。通称、サポメン。GENERATIONSに加入した中務のほか、佐藤大樹、岩谷翔吾、浦川翔平、藤原樹、長谷川慎、森田力斗が務めていた。
DREAMERS (ドリーマーズ)
GENERATIONSのファンネーム。デビュー9周年の2021年11月21日に発表された。
MOE -MOMENT OF EVERGReeN- (モーメント オブ エバーグリーン)
GENERATIONSのアパレルブランド。2023年にローンチされた。メンバーの関口がディレクターを務めていた。